# U 20 (U-Boot, 1913)
U 20 war ein U-Boot der deutschen Kaiserlichen Marine. Bekannt wurde es durch die Versenkung des britischen Passagierdampfers Lusitania der Cunard Line am 7. Mai 1915.

## Bau und Indienststellung
Das Boot war ein sogenanntes Zweihüllenboot, als Hochseeboot in einem Amtsentwurf konzipiert. Der Auftrag zum Bau des Bootes wurde am 25. November 1910 erteilt. Es wurde am 20. Oktober 1911 auf Kiel gelegt und am 10. Oktober 1912 vom Stapel gelassen. Es war eines der ersten U-Boote der Kaiserlichen Marine, das nicht mehr mit einem petroleumbetriebenen Verbrennungsmotor arbeitete, sondern mit einem Dieselmotor. Es wurde am 5. August 1913 unter Oberleutnant zur See Otto Dröscher in Dienst gestellt.

## Technik
Das Boot war 64,15 m lang und 6,1 m breit und hatte einen Tiefgang von 3,58 m sowie eine Verdrängung von 650 Tonnen über und 837 Tonnen unter Wasser. Die Besatzung bestand aus 31 Mann, davon vier Offiziere. Die Maschinen für die Überwasserfahrt waren zwei Sechszylinder-Viertakt Dieselmotoren von MAN mit zusammen 1.250 kW (1.700 PS). Zur Unterwasserfahrt kamen zwei AEG-Doppel-Modyn-Elektromotoren mit zusammen 883 kW (1.200 PS) zum Einsatz. Damit waren Geschwindigkeiten von 15,4 kn über Wasser bzw. 9,5 kn unter Wasser möglich. Der Aktionsradius des Boots betrug bis zu 9700 NM bei Überwasserfahrt. Bei getauchter Fahrt mit 5 kn Marschgeschwindigkeit wurden maximal 80 NM erreicht. Die maximale Tauchtiefe betrug 50 Meter. Die sechs mitgeführten Torpedos konnten über zwei Bug- und zwei Heckrohre verschossen werden. Das 8,8-cm-Geschütz wurde 1916 durch ein weiteres 8,8-cm-Geschütze ergänzt.

## Einsätze und Verbleib
U 20 unternahm insgesamt 28 Feindfahrten, auf denen es 36 Schiffe mit einer Gesamttonnage von 144.300 BRT versenkte. Nach anderen Quellen waren es 37 Schiffe mit einer Gesamttonnage von 145.830 BRT sowie zwei beschädigte Schiffe mit 2.643 BRT.
In den ersten Kriegsmonaten machte U 20 acht Feindfahrten unter der Führung von Kapitänleutnant Dröscher, bevor Kapitänleutnant Walther Schwieger das Boot am 16. Dezember 1914 übernahm. Am 30. April 1915 lief es zu seiner 15. Feindfahrt von seinem Stützpunkt Emden aus. Der bereits am 25. April durch den F.d.U. (Führer der Unterseeboote) ausgegebene Einsatzbefehl lautete:

„Große englische Truppentransporte zu erwarten, ausgehend von Liverpool, Bristol-Kanal, Dartmouth. Zur Schädigung dieser Transporte sollen U 20 und U 27 möglichst bald entsandt werden. Stationen auf schnellstem Wege um Schottland aufsuchen, innehalten, solange die Vorräte dies gestatten. Boote sollen angreifen: Transporter, Handelsschiffe, Kriegsschiffe.“

Am 5. Mai 1915 hatte U 20 die irische Südküste erreicht. In den nächsten beiden Tagen versenkte es dort einen Segler (Earl of Lathom, 132 BRT) und zwei Frachter (Candidate, 5.858 BRT, und Centurion, 5.945 BRT). Am Morgen des 7. Mai beschloss Kapitänleutnant Schwieger wegen des dichten Nebels den Rückmarsch anzutreten. Gegen 11 Uhr (deutsche Zeit) klarte es auf und U 20 wurde von einem Bewacher zum Tauchen gezwungen. Anschließend lief ein britischer Kreuzer der Eclipse-Klasse, die Juno, über das Boot hinweg, und verschwand in Richtung Queenstown. Um 13:45 Uhr tauchte Schwieger wieder auf.

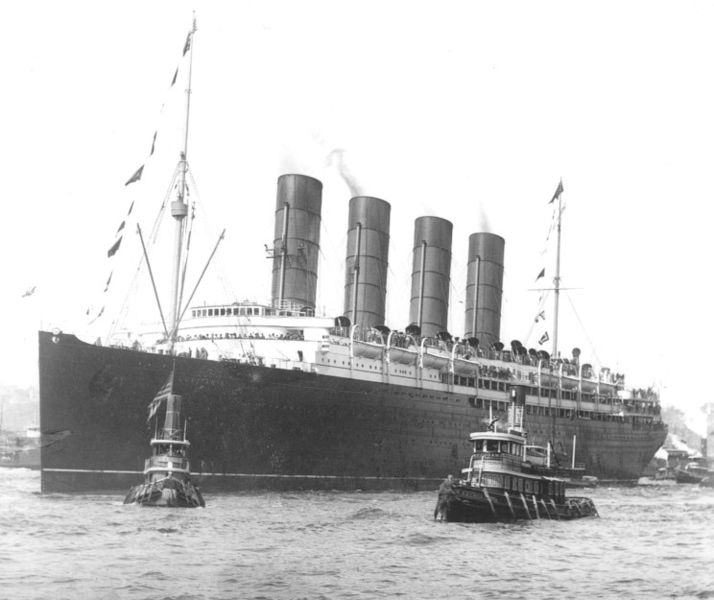
Die Lusitania (1907)

Um 14:20 MEZ (Ortszeit) Uhr sichtete man voraus vier Schornsteine und zwei Masten. Wenig später erkannte man einen großen Passagierdampfer, der in Richtung Galley Head steuerte. Um 14:35 Uhr machte der Dampfer – es handelte sich um die Lusitania – eine Kursänderung nach Steuerbord und nahm Kurs auf Queenstown. Um 15:10 MEZ Uhr schoss U 20 aus ca. 700 Metern Entfernung einen Torpedo ab, der den Dampfer an der Steuerbordseite in Höhe der Kommandobrücke traf. Unmittelbar danach gab es eine zweite Explosion. Die Lusitania sank nach nur 18 Minuten, wenige Seemeilen vor dem Kap Old Head of Kinsale an der Südostküste Irlands. Dabei kamen insgesamt 1198 Menschen ums Leben. Darunter waren auch 128 amerikanische Staatsbürger.

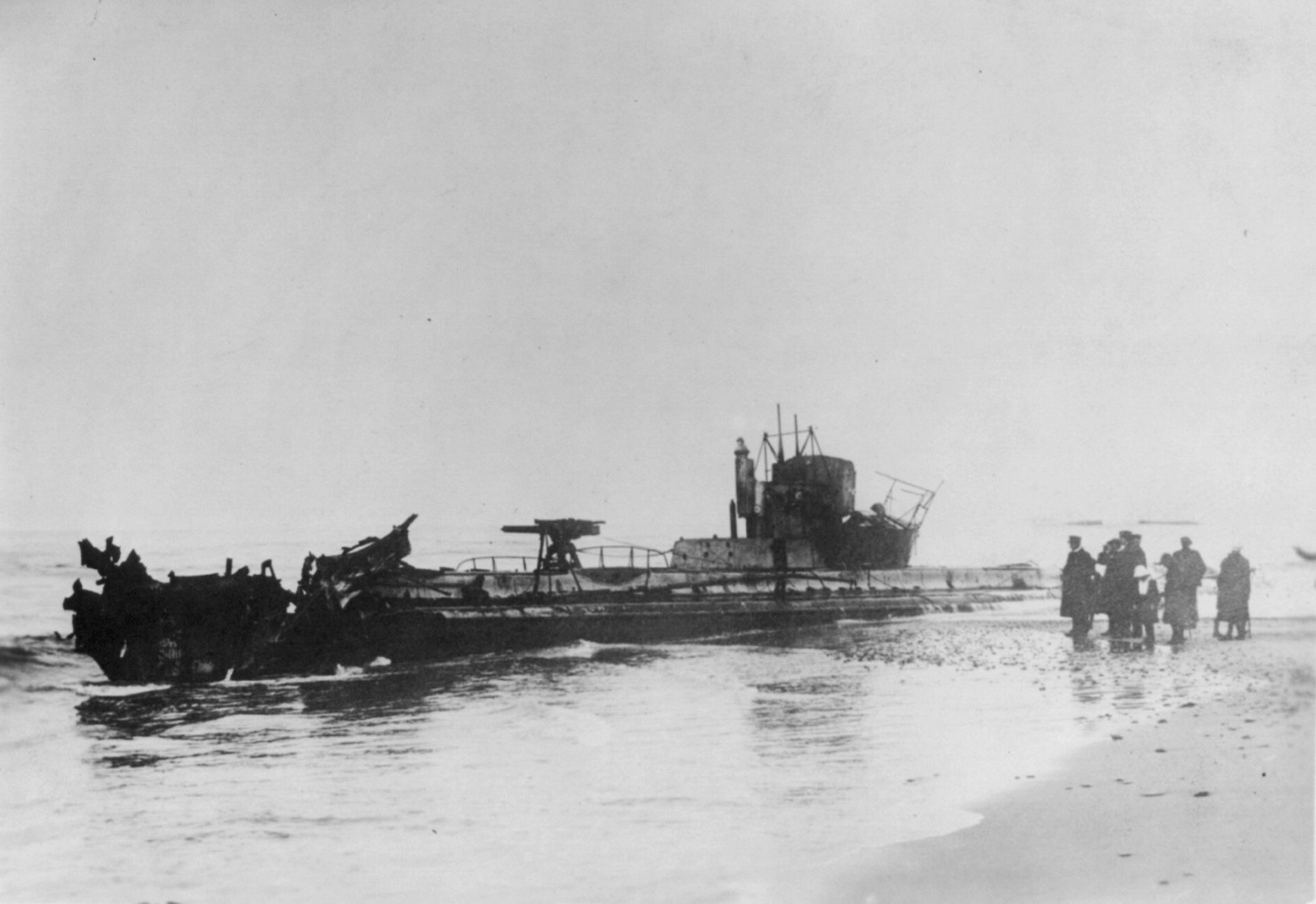
Das gesprengte Wrack von U 20

Es wurde der Vorwurf erhoben, der deutsche Kommandant habe mit der Versenkung der Lusitania völkerrechtswidrig gehandelt; er habe nicht nur ein wehrloses Passagierschiff angegriffen, sondern auf das sinkende Schiff noch einen zweiten Torpedo geschossen. Schwieger schoss nach eigener Aussage nur einen Torpedo. Die zweite Explosion wurde möglicherweise durch Munition, Kohlen-, Aluminiumstaub o. Ä. ausgelöst. Die Lusitania führte angeblich keine Flagge und hatte eine größere Ladung Munition an Bord.
Im Vorfeld hatte die kaiserliche Gesandtschaft in Washington in allen großen amerikanischen Zeitungen vor dem Antritt einer Transatlantikreise gewarnt, da die Kampfzone auch das Meer um die britischen Inseln einschließe.
Die Versenkung der Lusitania trug zum Meinungsbild über den Krieg in Europa in den Vereinigten Staaten bei, die dann zweieinhalb Jahre später in den Ersten Weltkrieg eintraten.
Nachdem U 20 am 13. Mai 1915 von dieser 15. Operation zurückgekehrt war, führte es in der Folgezeit weitere Einsätze durch. Am 4. November 1916 befand sich U 20 auf der Heimfahrt vom 29. Einsatz. Infolge einer Stromversetzung und dichten Nebels lief es vor der dänischen Küste, fünf Seemeilen nördlich von Bovbjerg, beim Horns Riff auf Grund. Alle Bergungsversuche scheiterten. Das Boot wurde am nächsten Tag gesprengt. Fundstücke vom Wrack (der Turm und das Periskop) sind Teil einer Ausstellung im Sea War Museum Jutland in Thyborøn.

### Versenkte Schiffe (Auswahl)
Die folgende Liste enthält Schiffe mit einer Tonnage von mehr als 1000 Bruttoregistertonnen, die von U 20 versenkt wurden:
1. Britischer Dampfer Oriole (1.489 BRT), versenkt am 30. Januar 1915[11]
2. Britischer Dampfer Tokomaru (6.084 BRT), versenkt am 30. Januar 1915[12]
3. Britischer Dampfer Bengrove (3.840 BRT), versenkt am 7. März 1915[13]
4. Britischer Dampfer Princess Victoria (1.108 BRT), versenkt am 9. März 1915[14]
5. Britischer Dampfer Florazan (4.658 BRT), versenkt am 11. März 1915[15]
6. Britischer Dampfer Centurion (5.945 BRT), versenkt am 6. Mai 1915[16]
7. Britischer Dampfer Candidate (5.858 BRT), versenkt am 6. Mai 1915[17]
8. Britischer Passagierdampfer Lusitania (30.396 BRT), versenkt am 7. Mai 1915 (1198 Tote)[18]
9. Pferdetransporter Anglo-Californian (7.333 BRT), mit U 38 zusammen am 4. Juli 1915 beschossen (21 Tote)
10. Britischer Dampfer Ellesmere (1.170 BRT), versenkt am 9. Juli 1915[19]
11. Finnisches Dampfer Leo (2.224 BRT), versenkt am 9. Juli 1915[20]
12. Britischer Dampfer Meadowfield (2.750 BRT), versenkt am 9. Juli 1915[21]
13. Finnisches Segelschiff Marion Lightbody (2.242 BRT), versenkt am 10. Juli 1915[22]
14. Russischer Dampfer Lennok (1.142 BRT), versenkt am 13. Juli 1915[23]
15. Britischer Dampfer Roumanie (2.599 BRT), versenkt am 2. September 1915[24]
16. Dänischer Dampfer Frode (1.875 BRT), versenkt am 3. September 1915[25]
17. Britischer Passagierdampfer RMS Hesperian (10.920 BRT), versenkt am 4. September 1915 (32 Tote)[26][27]
18. Britischer Dampfer Dictator (4.116 BRT), versenkt am 5. September 1915[28]
19. Britischer Dampfer Douro (1.604 BRT), versenkt am 5. September 1915[29]
20. Finnischer Dampfer Rhea (1.145 BRT), versenkt am 5. September 1915[30]
21. Französischer Dampfer Guatemala (5.913 BRT), versenkt am 6. September 1915[31]
22. Französischer Dampfer Bordeaux (4.825 BRT), versenkt am 7. September 1915[32]
23. Britischer Dampfer Caroni (2.652 BRT), versenkt am 7. September 1915[33]
24. Britischer Dampfer Mora (3.047 BRT), versenkt am 8. September 1915[34]
25. Spanischer Dampfer Bakio (1.906 BRT), versenkt am 30. April 1916[35]
26. Britischer Dampfer Ruabon (2.004 BRT), versenkt am 2. Mai 1916[36]
27. Französisches Segelschiff Marie Molinos (1.946 BRT), versenkt am 3. Mai 1916[37]
28. Britisches Segelschiff Galgate (2.356 BRT), versenkt am 6. Mai 1916[38]
29. Britischer Passagierdampfer Cymric (13.370 BRT), versenkt am 8. Mai 1916 (5 Tote)[26][39]
30. Britischer Passagierdampfer Aaro (2.603 BRT), versenkt am 1. August 1916[40]
31. Britischer Dampfer Thelma (1.002 BRT), versenkt am 26. September 1916[41]
32. Britischer Dampfer Ethel Duncan (2.510 BRT), versenkt am 18. Oktober 1916[42]
33. Französischer Dampfer Arromanches (1.640 BRT), versenkt am 23. Oktober 1916[43]
34. Italienischer Dampfer Chieri (4.400 BRT), versenkt am 23. Oktober 1916[44]

## Kommandanten
| Dienstgrad           | Name                           | von               | bis               |
| -------------------- | ------------------------------ | ----------------- | ----------------- |
| Oberleutnant zur See | Otto Dröscher                  | 5. August 1913    | 15. Dezember 1914 |
| Kapitänleutnant      | Wilhelm Otto Walther Schwieger | 16. Dezember 1914 | 4. November 1916  |